# Malickou Ndoye
Malickou Ndoye (Pikine, 10 de octubre de 1999) es un futbolista senegalés que juega en la demarcación de defensa para el AS Pikine de la Liga senegalesa de fútbol.

## Selección nacional
Hizo su debut con la selección de fútbol de Senegal en un partido entre el tercer y cuarto puesto de la Copa COSAFA 2022 contra Mozambique que finalizó con un resultado de empate a uno tras el gol de Lau King para Mozambique, y de Jean Diouf para Senegal. Posteriormente hubo lanzamientos de penaltis donde ganó el combinado mozambiqueño.

## Clubes
| Club         | País     | Año       | Partidos | Goles |
| ------------ | -------- | --------- | -------- | ----- |
| Teungueth FC | Senegal  | 2020-2022 | 12       | 0     |
| Azam FC      | Tanzania | 2022-2024 | 13       | 1     |
| AS Pikine    | Senegal  | 2025-     |          |       |